# Sonia Lewitska

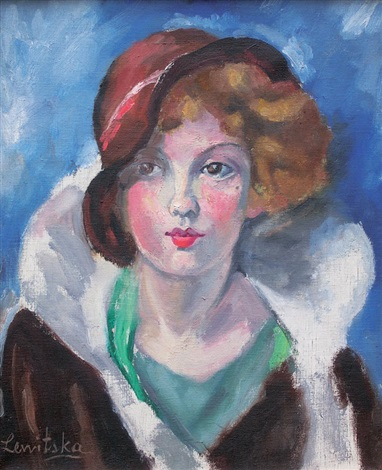
Porträt einer Pariserin

Sonia Lewitska (ukrainisch Софія Пилипівна Левицька/Sofija Pylypiwna Lewyzka; * 9. März 1874 in Vilhivtsi, Gouvernement Podolien, Russisches Kaiserreich; † 20. September 1937 in Paris) war eine in Paris tätige ukrainische Malerin.

## Leben und Werk
Sonia Lewitska kam als Sofija Pylypiwna Lewyzka im Dorf Vilhivtsi (heute Wilchiwzi in der ukrainischen Oblast Chmelnyzkyj) zur Welt.
Ihr Vater Philipp Lewitski war ein Gutsbesitzer im Dorf Vilhivtsi und Schulinspektor des Gouvernements Podolien, ihr Großvater ein orthodoxer Geistlicher. Ihr Bruder Modest Lewitski (1866–1932) wurde Arzt und Schriftsteller, ein Aktivist der ukrainischen Nationalbewegung, 1919 Leiter der ukrainischen diplomatischen Mission in Griechenland, dann Dozent an der ukrainischen Wirtschaftsakademie in Poděbrady (Tschechoslowakei). Sonia verbrachte ihre Kindheit zwischen dem Heimatdorf Vilhivtsi und Kiew, wo ihre Familie ein Haus besaß. Neunzehn Jahre alt heiratete sie einen Herrn Malinowski, der sich bald als Alkoholiker erwies. Sie gebar ihre Tochter Olga, die geistig zurückgeblieben war. Die Ehe scheiterte, und Sonia Lewitska kehrte mit ihrer Tochter zu ihren Eltern zurück.
Sie begann ihr Malerstudium in Kiew im Kunststudio von Serhij Switoslawskyj. Im Jahr 1905 zog sie nach Paris und studierte an der École des Beaux-Arts. Dort begegnete sie einigen Vertretern des Fauvismus und dem Maler Jean Marchand, den sie bald heiratete. Seit 1910 nahm sie an den Pariser Kunstsalons teil, 1913 hatte sie eine Einzelausstellung in der Galerie Berthe Weill. Im Jahre 1912 zeigte sie ihre Werke in Moskau auf der Ausstellung der modernen Kunst Frankreichs, gemeinsam mit Henri Matisse, Albert Marquet, Robert Delaunay u. a. In den Jahren 1932 und 1933 stellte sie ihre Bilder in Lemberg aus. Im Jahr 1937 nahm sie an der von Laure Albin Guillot organisierten Retrospektive Femmes artistes d’Europe im Jeu de Paume Museum teil.
Im Jahre 1921 übersetzte sie gemeinsam mit dem Dichter Roger Allard Nikolai Gogols Roman Abende im Dorfe in der Nähe von Dikanka, den sie selbst illustrierte. Bis Mitte der 1920er Jahre besuchte Lewitska jeden Sommer den Süden Frankreichs, wo sie Landschaften der Provence und Porträts malte. Es kam zu einer Krise in der Ehe mit Jean Marchand. Nach der Oktoberrevolution fiel die in der Ukraine lebende Familie Lewitskas in Armut und schickte ihre behinderte Tochter Olga nach Paris.
Seit Anfang der 1930er Jahre litt Sonia Lewitska an einer Psychose, was sich auch in ihrem Schaffen spiegelte. Sie starb nach einem Versuch, sich zu vergiften.